# Ertis
Ertis (in kazako Ертіс) è un centro abitato del Kazakistan. È il centro amministrativo del distretto di Ertis, situato nella Regione di Pavlodar. Ha una popolazione di 7 772 abitanti. È situata sulla riva sinistra del fiume Irtyš.